# 제31회 아카데미상

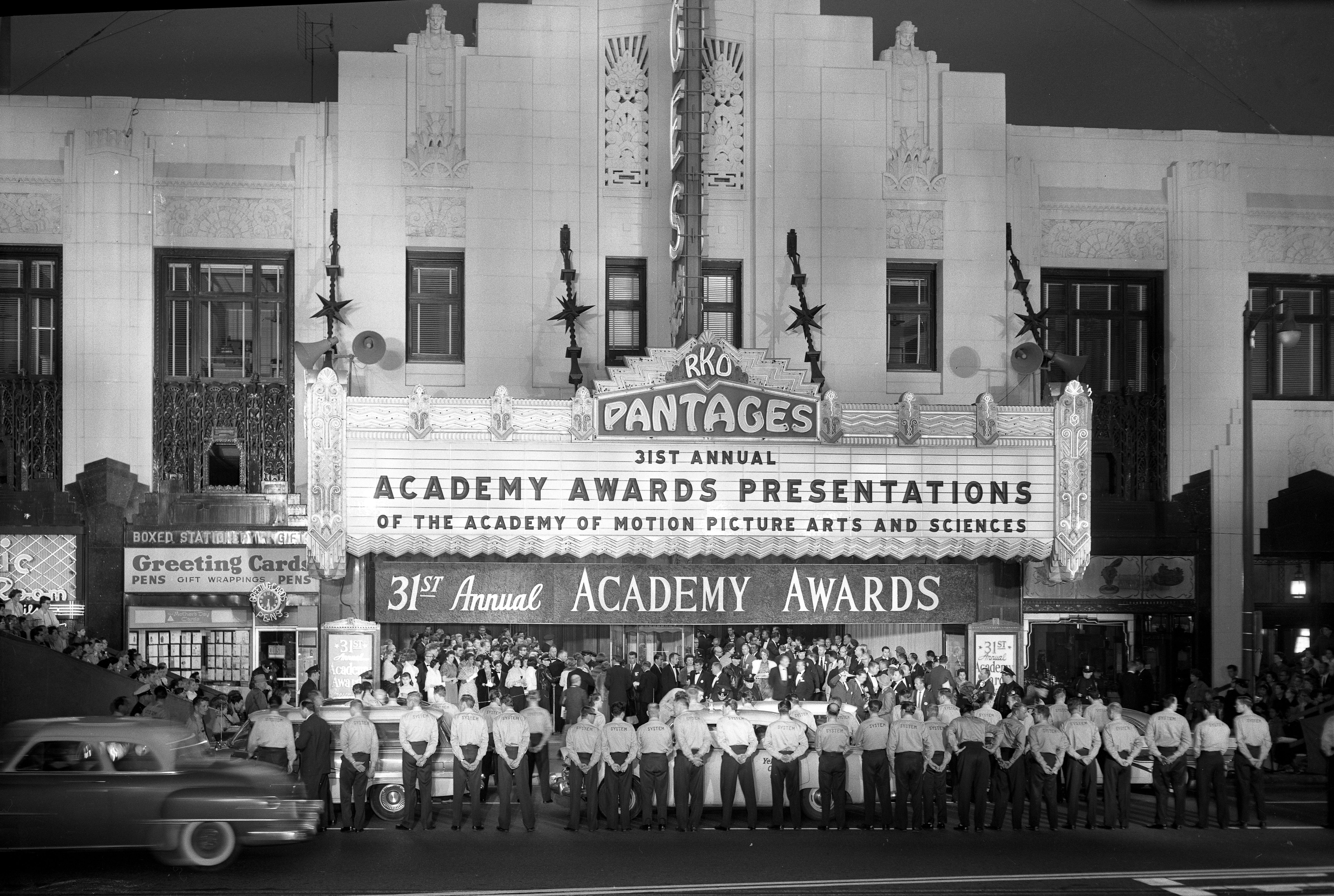

제31회 아카데미상은 1959년 4월 6일에 열린 시상식이다. LA RKO 팬타지스 극장에서 개최되었으며 사회자는 제리 루이스, 모트 살]], 토니 랜덜, 밥 호프, 데이비드 니븐, 로렌스 올리비어이다.

## 후보 및 수상

### 작품상
- 지지 - Arthur Freed 수상
- 앤티 맘 - 잭 L. 워너
- 뜨거운 양철 지붕 위의 고양이 - Lawrence Weingarten
- 흑과 백 - 스탠리 크레이머
- 세퍼레이트 테이블 - Harold Hecht

### 남우주연상
- 세퍼레이트 테이블 - 데이빗 니븐 수상
- 뜨거운 양철 지붕 위의 고양이 - 폴 뉴먼
- 흑과 백 - 토니 커티스
- 흑과 백 - 시드니 포이티어
- 노인과 바다 - 스펜서 트레이시

### 여우주연상
- 나는 살고 싶다 - 수잔 헤이워드 수상
- 앤티 맘 - 로사린드 러셀
- 뜨거운 양철 지붕 위의 고양이 - 엘리자베스 테일러
- 세퍼레이트 테이블 - 데보라 카
- 섬 컴 러닝 - 셜리 맥클레인

### 남우조연상
- 빅 컨츄리 - 벌 아이비스 수상
- 선생님의 애완 동물 - 긱 영
- 흑과 백 - 데오도르 비켈
- 섬 컴 러닝 - 아서 케네디
- 카라마조브 형제들 - 리J.콥

### 여우조연상
- 세퍼레이트 테이블 - 웬디 힐러 수상
- 앤티 맘 - Peggy Cass
- 흑과 백 - Cara Williams
- 론리하트 - 모린 스태플튼
- 섬 컴 러닝 - 마사 하이어

### 감독상
- 지지 - 빈센트 미넬리 수상
- 뜨거운 양철 지붕 위의 고양이 - 리처드 브룩스
- 흑과 백 - 스탠리 크레이머
- 나는 살고 싶다 - 로버트 와이즈
- 여섯번째 행복의 여관 - 마크 롭슨

### 각본상
- 흑과 백 - Nedrick Young 수상

### 각색상
- 지지 - 앨런 제이 레너 수상

### 촬영상
- 지지 - 조셉 루텐버그 수상
- 흑과 백 - 샘 리빗 수상

### 편집상
- 지지 - Adrienne Fazan 수상

### 미술상
- 지지 - 윌리엄 A. 호닝 수상

### 의상상
- 지지 - 세실 비톤 수상

### 음악상
- 지지 - 앙드레 프레빈 수상
- 노인과 바다 - 디미트리 티옴킨 수상

### 주제가상
- 지지 - Frederick Loewe 수상

### 음향믹싱상
- 남태평양 - Fred Hynes 수상

### 특수효과상
- 엄지 손가락 톰 - Tom Howard 수상

### 외국어영화상
- 나의 아저씨 - 자크 타티 수상

### 단편애니메이션상
- Knighty Knight Bugs - John Burton 수상

### 단편영화상
- Grand Canyon - 월트 디즈니 수상

### 장편다큐멘터리상
- 화이트 와일드니스 - 벤 샤프스틴 수상

### 단편다큐멘터리상
- AMA Girls - 벤 샤프스틴 수상

### 공로상
- 모리스 슈발리에 수상

### 어빙 탤버그 상
- 잭 L. 워너 수상

## 같이 보기
- 제12회 영국 아카데미 영화상
- 제16회 골든 글로브상